# Lijst van treinseries in Nederland

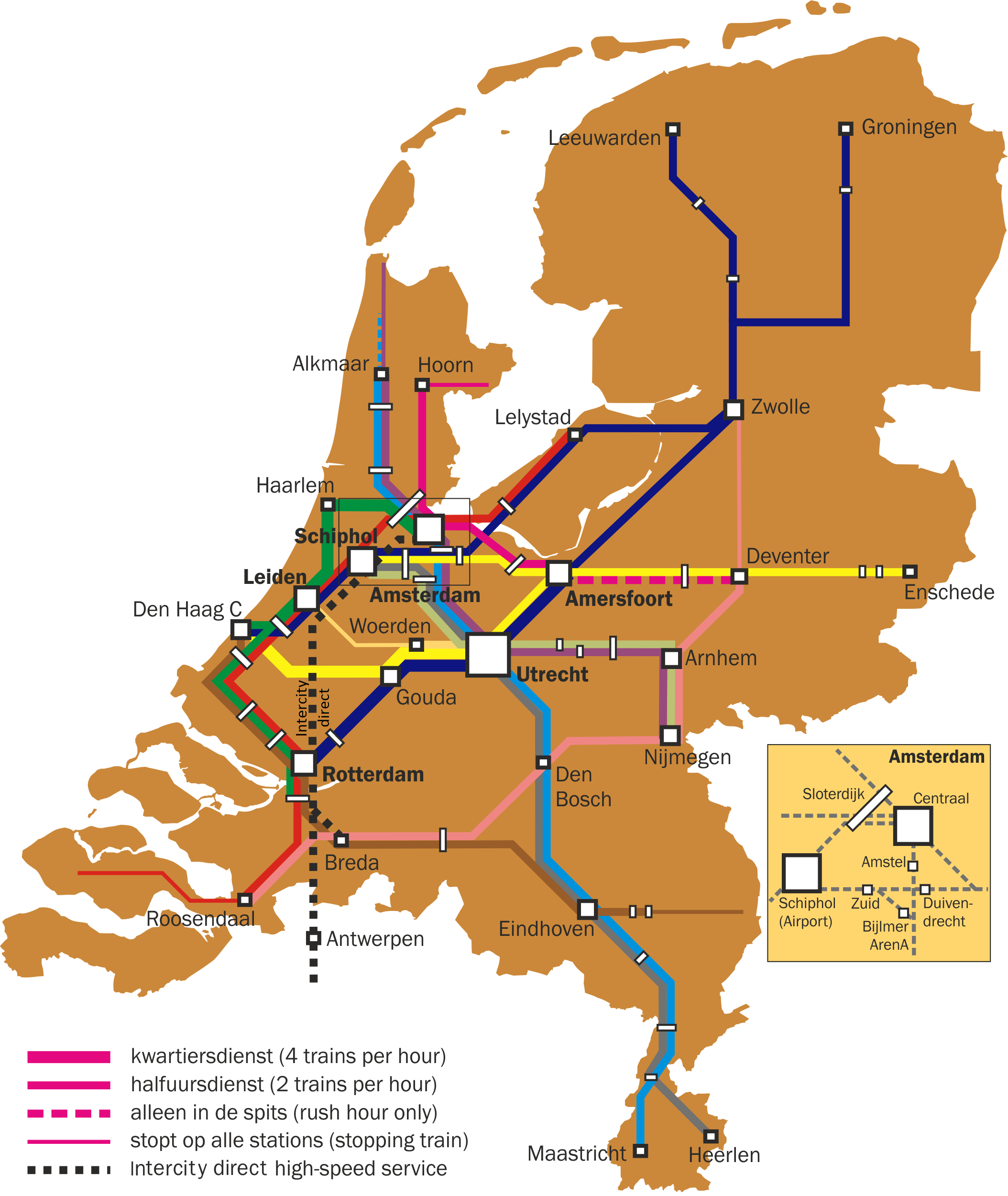
Intercityroutes zoals die golden volgens de dienstregeling 2016 in Nederland.

Hieronder volgt een lijst (werk in uitvoering) met de treinseries voor reizigersvervoer volgens de treindienstregeling 2025 in Nederland.
Elke trein die op het openbare netwerk van spoorlijnen rijdt heeft een uniek nummer. Dit nummer is te vinden in het spoorboekje en in de reisplanners, maar niet op de treinbeeldschermen, de CTA's of de vertrekstaten.
Om de treinen makkelijk te kunnen aanduiden heeft men deze nummers in series opgedeeld: treinseries. Deze nummers worden door de Nederlandse spoorbeheerder ProRail toegekend aan de betreffende exploitanten, zowel voor passagierstreinen als goederentreinen. Hierdoor kunnen geen duplicaatnummers ontstaan. Het nummer van de treinserie (de term serienummer is verwarrend, omdat dat vaak exemplaarnummer betekent) ontstaat door de laatste twee cijfers van een treinnummer in nullen te veranderen (of weg te laten). Het nummer van de treinserie is vergelijkbaar met het lijnnummer van bussen en trams, met het verschil dat de spoorwegen deze nummers niet zo duidelijk aan het publiek communiceren. Sommige vervoerders kennen echter zelf een lijnnummer toe aan hun treindiensten, dat volledig losstaat van het nummer van de treinserie.
De treinnummers bestaan uit het nummer van de treinserie, waarbij de twee nullen in een volgnummer zijn veranderd. In de regel is het treinnummer even in de ene richting en oneven in de andere richting. Steeds na een half uur is het treinnummer 2 hoger, zodat er net genoeg nummers beschikbaar zijn voor alle treinen van een halfuurdienst.
Dit patroon geldt niet voor internationale treinen. 
Elk treinstel, elke locomotief, elk rijtuig en elke losse wagon heeft zijn eigen nummer. Deze nummers zijn te vinden in de lijst van Nederlands spoorwegmaterieel en hebben niets te maken met de nummers in onderstaande tabel.
| Serie            | Treinsoort                                             | Route | Bijzonderheden |
| ---------------- | ------------------------------------------------------ | --- | --- |
| 100 ICE 43       | Intercity-Express (NS International)                   | Amsterdam Centraal – Utrecht Centraal – Arnhem Centraal – Oberhausen Hbf – Duisburg Hbf – Düsseldorf Hbf ] / [ Hannover Hbf – Minden (Westf) – Herford – Bielefeld Hbf – Gütersloh Hbf – Hamm (Westf) – Hagen Hbf – Wuppertal Hbf ] – Köln Hbf – Siegburg/Bonn – Frankfurt (Main) Flughafen Fernbahnhof – Mannheim Hbf – Karlsruhe Hbf – Offenburg – Freiburg (Breisgau) Hbf – Basel Bad Bf – Basel SBB | Eén keer per dag tussen Amsterdam en Basel. |
| 140/240 IC 77    | Intercity (NS International / DB Fernverkehr)          | Amsterdam Centraal – Hilversum – Amersfoort Centraal – Apeldoorn – Deventer – Hengelo – Bad Bentheim – Rheine – Osnabrück Hbf – Bünde (Westf) – Hannover Hbf – Berlin-Spandau – Berlin Hbf – Berlin Ostbahnhof | Stopt niet in Almelo. Rijdt elke twee uur. |
| 500              | Intercity (NS)                                         | Den Haag Centraal – Gouda – Utrecht Centraal – Amersfoort Centraal – Zwolle – Assen – Groningen | |
| 600              | Intercity (NS)                                         | Leeuwarden – Meppel – Zwolle – Amersfoort Centraal – Utrecht Centraal – Gouda – Den Haag Centraal | |
| 700              | Intercity (NS)                                         | Schiphol Airport – Amsterdam Zuid – Almere Centrum – Lelystad Centrum – Zwolle – Assen – Groningen | Vormt tussen Schiphol Airport en Zwolle een halfuurdienst met serie 800. Vormt tussen Zwolle en Groningen een halfuurdienst met serie 500. Sommige treinen tussen Zwolle en Groningen stoppen op alle stations. (alleen 's morgens vroeg en 's avonds laat) |
| 800              | Intercity (NS)                                         | Schiphol Airport – Amsterdam Zuid – Almere Centrum – Lelystad Centrum – Zwolle – Meppel – Leeuwarden | Vormt een halfuurdienst tussen Schiphol Airport en Zwolle met serie 700 en tussen Zwolle en Leeuwarden met serie 600. Sommige treinen tussen Zwolle en Leeuwarden stoppen op alle stations. (alleen 's morgens vroeg en 's avonds laat). |
| 1100             | Intercity (NS)                                         | Den Haag Centraal – Den Haag HS – Delft – Rotterdam Centraal – Breda – Tilburg – Eindhoven Centraal | Via HSL. Stopt niet in Schiedam Centrum en Rotterdam Blaak. |
| 1400             | Intercity (NS)                                         | Utrecht Centraal – Amsterdam Centraal – Schiphol Airport – Den Haag HS – Rotterdam Centraal | Nachtnet. In beide richtingen stopt de eerste trein (in beide richtingen rond 1:30 uur) op Amsterdam Bijlmer ArenA. In de nacht van dinsdag op woensdag zijn er werkzaamheden aan de Westtak. Deze serie stopt dan niet op Schiphol Airport. Dat station wordt dan bediend door intercity 11400.                                                                                              |
| 1500             | Intercity (NS)                                         | Amsterdam Centraal – Hilversum – Amersfoort Centraal – Apeldoorn – Deventer | Rijdt op werkdagen tijdens de spits van/naar Deventer. Tussen de spitsen is dat 1x per 2 uur. Rijdt in het weekend enkele ritten van/naar Deventer. |
| 1700             | Intercity (NS)                                         | Den Haag Centraal – Gouda – Utrecht Centraal – Amersfoort Centraal – Apeldoorn – Deventer – Almelo – Hengelo – Enschede | Rijdt na 20:00 uur tussen Enschede en Utrecht Centraal en rijdt dan vanaf Utrecht Centraal door als Intercity 2800 naar Rotterdam Centraal. |
| 1800             | Intercity direct (NS)                                  | Breda – Rotterdam Centraal – Schiphol Airport – Amsterdam Zuid – Duivendrecht – Hilversum – Amersfoort Centraal – Amersfoort Schothorst | Via HSL. Rijdt na circa 20:00, op zaterdagochtend tot 9:00 en op zondagochtend tot 9:30 niet tussen Breda en Rotterdam Centraal. |
| 2000             | Intercity (NS)                                         | Rotterdam Centraal – Gouda – Utrecht Centraal | Rijdt tot circa 20:30. Op zaterdagochtend start deze serie op rond 10:00 en op zondagochtend rond 11:00. |
| 2100             | Intercity (NS)                                         | Amsterdam Centraal – Haarlem – Leiden Centraal – Den Haag Centraal | rijdt niet na 22.00 behalve op vrijdag en zaterdag |
| 2200             | Intercity (NS)                                         | Amsterdam Centraal – Amsterdam Sloterdijk – Haarlem – Leiden Centraal – Den Haag HS – Delft – Schiedam Centrum – Rotterdam Centraal – Dordrecht – Roosendaal – Vlissingen | Rijdt op weekdagen overdag 1x/uur en vormt een halfuurdienst met series 2300 (tussen Amsterdam Centraal en Roosendaal) en 6500 (tussen Roosendaal en Vlissingen). 's Avonds en in het weekend rijdt deze serie 2x/uur. |
| 2300             | Intercity (NS)                                         | Amsterdam Centraal – Amsterdam Sloterdijk – Haarlem – Leiden Centraal – Den Haag HS – Delft – Schiedam Centrum – Rotterdam Centraal – Dordrecht – Roosendaal – Vlissingen | Rijdt alleen op weekdagen overdag en rijdt 1x/uur. Vormt tussen Amsterdam Centraal en Roosendaal een halfuursdienst met serie 2200. 's Avonds en in het weekend rijdt serie 2200 2x/uur. |
| 2400             | Intercity direct (NS)                                  | Lelystad Centrum – Almere Buiten – Almere Centrum – Amsterdam Zuid – Schiphol Airport – Rotterdam Centraal | Via HSL. Wordt na 20:00 uur en op zondag vervangen door Intercity direct 12400 die enkel tussen Amsterdam Zuid en Rotterdam Centraal rijdt. Vormt een halfuursdienst met Eurocity direct 9500. Rijdt tot 8:00 richting Lelystad twee maal per uur ter vervanging van de Eurocity direct 9500.                                                                                                 |
| S 32 2550        | S-trein Antwerpen (NMBS)                               | Puurs – Antwerpen-Centraal – Essen – Roosendaal | |
| 2600             | Intercity (NS)                                         | Almere Centrum – Amsterdam Centraal | |
| 2700             | Intercity (NS)                                         | Maastricht – Sittard – Roermond – Weert – Eindhoven Centraal – 's-Hertogenbosch – Utrecht Centraal – Amsterdam Centraal – Alkmaar – (Den Helder) | Rijdt van maandag t/m donderdag tot 20:00 uur tussen Alkmaar en Maastricht. Rijdt op vrijdag en in het weekend enkel tussen Alkmaar en Amsterdam Centraal. Tijdens de spits rijden 2 ritten in spitsrichting door van/naar Den Helder. Rijdt niet 's avonds na 20:00. Wordt na 20:00 uur, op vrijdag en in het weekend tussen Amsterdam Centraal en Maastricht vervangen door intercity 2900. |
| 2800             | Intercity (NS)                                         | Rotterdam Centraal – Gouda – Utrecht Centraal | s Avonds na circa 21:00, op zaterdagochtend tot circa 9:00 en op zondagochtend tot circa 11:00 rijdt deze serie vanaf Utrecht Centraal door als Intercity 1700 naar Enschede. |
| 2900             | Intercity (NS)                                         | Enkhuizen – Hoorn – Amsterdam Centraal – Utrecht Centraal – 's-Hertogenbosch – Eindhoven Centraal – Weert – Roermond – Sittard – Maastricht | Rijdt van maandag t/m donderdag in de vroege ochtend en in de avonduren en rijdt van vrijdag t/m zondag de hele dag en vervangt dan Intercity 3900 tussen Enkhuizen en Amsterdam Centraal en intercity 2700 tussen Amsterdam Centraal en Maastricht. |
| 3000             | Intercity (NS)                                         | Nijmegen – Arnhem Centraal – Ede-Wageningen – Veenendaal-De Klomp – Driebergen-Zeist – Utrecht Centraal – Amsterdam Centraal – Zaandam – Alkmaar – Den Helder | Veenendaal-De Klomp wordt alleen na 19:00 bediend door deze serie. |
| 3100             | Intercity (NS)                                         | Den Haag Centraal – Leiden Centraal – Schiphol Airport – Amsterdam Bijlmer ArenA – Utrecht Centraal – Veenendaal-De Klomp – Ede-Wageningen – Arnhem Centraal – Nijmegen | Rijdt na circa 22:30, zaterdagochtend tot circa 9:00 en op zondagochtend tot circa 10:00 niet tussen Nijmegen en Utrecht Centraal v.v. Stopt alleen van vrijdag t/m zondag tot circa 19:00 te Veenendaal-De Klomp. |
| 3200             | Intercity (NS)                                         | Arnhem Centraal – Ede-Wageningen – Utrecht Centraal – Amsterdam Zuid – Schiphol Airport – Leiden Centraal – Den Haag HS – Delft – Rotterdam Centraal | Stopt niet te Schiedam Centrum. Rijdt alleen van maandag tot en met donderdag tot circa 19:00. |
| 3400             | Intercity (NS)                                         | Haarlem – Beverwijk – Alkmaar | Rijdt alleen in de spits in de spitsrichting. Rijdt niet op vrijdag. |
| 3500             | Intercity (NS)                                         | Dordrecht – Rotterdam Centraal – Schiedam Centrum – Delft – Den Haag HS – Leiden Centraal – Schiphol Airport – Amsterdam Zuid – Utrecht Centraal – 's-Hertogenbosch – Eindhoven Centraal – Helmond – Venlo | Rijdt na circa 22:30, op zaterdagochtend tot circa 9:00 en op zondagochtend tot circa 10:00 niet tussen Dordrecht en Utrecht Centraal v.v. |
| 3600             | Intercity (NS)                                         | Roosendaal – Breda – Tilburg – 's-Hertogenbosch – Nijmegen – Arnhem Centraal – Dieren – Zutphen – Deventer – Zwolle | |
| 3700             | Intercity (NS)                                         | Amsterdam Centraal – Purmerend – Hoorn – Enkhuizen | Stopt niet in Zaandam. Rijdt alleen in de spits in de spitsrichting, rijdt niet op vrijdag. |
| 3800 RE 20       | Sneltrein (Arriva)                                     | Zwolle – Mariënberg – Emmen | Onderdeel van Blauwnet. 1x per uur. |
| 3900             | Intercity (NS)                                         | Enkhuizen – Hoorn – Amsterdam Centraal – Utrecht Centraal – 's-Hertogenbosch – Eindhoven Centraal – Weert – Roermond – Sittard – Heerlen | Stopt niet in Zaandam. Rijdt in de avonduren en van vrijdag t/m zondag de hele dag enkel tussen Eindhoven Centraal en Heerlen. Wordt in de avonduren en van vrijdag t/m zondag de hele dag vervangen door intercity 2900. Rijdt van maandag t/m donderdag in de avonduren enkel tussen Sittard en Heerlen en rijdt dan 1x/uur.                                                                |
| 4000             | Sprinter (NS)                                          | Uitgeest – Zaandam – Amsterdam Centraal – Breukelen – Woerden – Gouda – Rotterdam Centraal | |
| 4100             | Sprinter (NS)                                          | Hoofddorp – Schiphol Airport – Zaandam – Purmerend – Hoorn – Hoorn Kersenboogerd | |
| 4300             | Sprinter (NS)                                          | Den Haag Centraal – Leiden Centraal – Schiphol Airport – Amsterdam Zuid – Weesp – Almere Centrum – Almere Buiten – Almere Oostvaarders – Lelystad Centrum | |
| 4400             | Sprinter (NS)                                          | Oss – 's-Hertogenbosch – Eindhoven Centraal – Helmond – Deurne | Rijdt in de ochtendspits van maandag t/m donderdag twee ritten van/naar Oss, waarbij richting Oss non-stop wordt gereden tussen 's-Hertogenbosch en Oss. |
| 4600             | Sprinter (NS)                                          | Amsterdam Centraal – Weesp – Almere Centrum – Almere Buiten – Almere Oostvaarders | Rijdt niet na circa 20:00 uur, op zaterdag voor circa 9:00 uur en op zondag voor circa 10:00 uur. |
| 4800             | Sprinter (NS)                                          | Amsterdam Centraal – Haarlem – Alkmaar – Hoorn | Rijdt vanaf 20:00 uur één keer per uur tussen Alkmaar en Hoorn. |
| 4900             | Sprinter (NS)                                          | Utrecht Centraal – Hilversum – Almere Centrum | Stopt niet in Hilversum Media Park en Bussum Zuid. Stopt van maandag t/m vrijdag tussen circa 6:30 en 20:00 uur, op zaterdag tussen circa 10:00 en 20:00 uur en op zondag tussen circa 11:00 en 20:00 uur niet te Hollandsche Rading. |
| 5000             | Sprinter (NS)                                          | Den Haag Centraal – Den Haag HS – Delft – Schiedam Centrum – Rotterdam Centraal – Rotterdam Blaak – Rotterdam Lombardijen – Dordrecht | Rijdt niet na 20:00 uur en in het weekend. |
| 5100             | Sprinter (NS)                                          | Den Haag Centraal – Den Haag HS – Delft – Schiedam Centrum – Rotterdam Centraal – Rotterdam Blaak – Rotterdam Lombardijen – Dordrecht | |
| 5200             | Sprinter (NS)                                          | Den Haag Centraal – Den Haag HS – Delft – Schiedam Centrum – Rotterdam Centraal – Rotterdam Blaak – Rotterdam Lombardijen – Dordrecht | Rijdt enkel van maandag tot en met donderdag tot circa 19:00 uur. |
| 5300             | Sprinter (NS)                                          | Amersfoort Centraal – Nijkerk – Harderwijk | Rijdt alleen tijdens de spits van maandag t/m donderdag. |
| 5400             | Sprinter (NS)                                          | Amsterdam Centraal – Haarlem – Zandvoort aan Zee | Wordt 's avonds na 20:00 en in het weekend niet tussen Amsterdam Centraal en Haarlem v.v. gereden. |
| 5500             | Sprinter (NS)                                          | Utrecht Centraal – Den Dolder – Baarn | Rijdt 's avonds en in het weekend 1x per uur. |
| 5600             | Sprinter (NS)                                          | Utrecht Centraal – Utrecht Overvecht – Amersfoort Centraal – Zwolle | |
| 5700             | Sprinter (NS)                                          | Utrecht Centraal – Hilversum – Weesp – Amsterdam Zuid – Schiphol Airport – Hoofddorp – Leiden Centraal | Rijdt niet na 20:00 uur. Rijdt vrijdag en in het weekend niet tussen Hoofddorp en Leiden Centraal. |
| 5800             | Sprinter (NS)                                          | Amersfoort Vathorst – Amersfoort Centraal – Hilversum – Weesp – Amsterdam Centraal | Rijdt in de vroege ochtend en na 22:30 uur niet tussen Amersfoort Vathorst en Amersfoort Centraal. |
| 5900             | Sprinter (NS)                                          | Dordrecht – Roosendaal | Rijdt na 20:00 uur en in het weekend 1x/uur. |
| 6000             | Sprinter (NS)                                          | Den Haag Centraal – Gouda – Utrecht Centraal – Geldermalsen – 's-Hertogenbosch | Rijdt alleen na 18:00 uur en van vrijdag t/m zondag. |
| 6100             | Sprinter (NS)                                          | Zwolle – Meppel – Assen – Groningen | |
| 6200             | Sprinter (NS)                                          | Groningen – Assen | Rijdt alleen in de spits van maandag t/m donderdag. |
| 6300             | Sprinter (NS)                                          | (Den Haag Centraal – ) Leiden Centraal – Heemstede-Aerdenhout – Haarlem | Rijdt na 20:00 uur en op vrijdag en in het weekend tussen Leiden Centraal en Haarlem. |
| 6400             | Sprinter (NS)                                          | Tilburg Universiteit – Tilburg – Eindhoven Centraal – (Weert) | Rijdt tussen 20:00 en 22:00 uur en op zondag 1x/uur tussen Eindhoven Centraal en Weert. Rijdt na 22:00 uur 1x/uur op het hele traject. |
| 6500             | Sprinter (NS)                                          | Roosendaal – Bergen op Zoom – Goes – Middelburg – Vlissingen | Rijdt doordeweeks 1x per uur. Rijdt niet 's avonds en in het weekend. |
| 6600             | Sprinter (NS)                                          | Dordrecht – Breda – Tilburg – 's-Hertogenbosch – Nijmegen – Arnhem Centraal | Rijdt alleen doordeweeks tot 19:00 uur tussen Nijmegen en Arnhem Centraal v.v. |
| 6700             | Sprinter (NS)                                          | Leiden Centraal – Alphen a/d Rijn – Woerden – Utrecht Centraal – Geldermalsen – Tiel | Rijdt alleen na 18:00 uur en van vrijdag t/m zondag. Rijdt non-stop tussen Woerden en Utrecht Centraal. |
| 6800             | Sprinter (NS)                                          | Den Haag Centraal – Gouda – Gouda Goverwelle | Rijdt alleen tijdens de spits van maandag t/m donderdag. |
| 6900             | Sprinter (NS)                                          | Den Haag Centraal – Gouda – Utrecht Centraal – Geldermalsen – Tiel | Rijdt alleen van maandag t/m donderdag tot 18:00 uur. |
| 7000             | Sprinter (NS)                                          | Apeldoorn – Deventer – Almelo – Hengelo – Enschede | Rijdt in de spits van/naar Enschede |
| 7100             | Stoptrein (Qbuzz)                                      | Dordrecht – Gorinchem | Rijdt onder de formule van R-net. Stopt niet in Hardinxveld Blauwe Zoom. |
| 7200             | Stoptrein (Qbuzz)                                      | Dordrecht – Gorinchem – Geldermalsen | Rijdt onder de formule van R-net. |
| 7300             | Sprinter (NS)                                          | Breukelen – Utrecht Centraal – Driebergen-Zeist – Veenendaal Centrum – Rhenen | |
| 7400             | Sprinter (NS)                                          | Uitgeest – Zaandam – Amsterdam Centraal – Breukelen – Utrecht Centraal – Driebergen-Zeist | Rijdt alleen tijdens de brede spitsuren, waarbij net na de ochtendspits en net vóór de middagspits enkel tussen Uitgeest en Utrecht Centraal v.v. wordt gereden. |
| 7500             | Sprinter (NS)                                          | Ede-Wageningen – Arnhem Centraal | |
| 7600             | Sprinter (NS)                                          | Wijchen – Nijmegen – Arnhem Centraal – Dieren – Zutphen | 's Avonds na 20:00 uur en op zondag wordt er niet tussen Nijmegen en Wijchen v.v. gereden en wordt 1x per uur gereden tussen Arnhem Centraal en Zutphen v.v. |
| 7900 RS 23       | Sprinter (Keolis)                                      | Zwolle – Almelo – Hengelo – Enschede | Onderdeel van Blauwnet |
| 8000 RS 20       | Stoptrein (Arriva)                                     | Zwolle – Mariënberg – Emmen | Onderdeel van Blauwnet. 1x per uur. |
| 8100             | Sprinter (NS)                                          | Hoofddorp – Schiphol Airport – Amsterdam Sloterdijk – Amsterdam Centraal | Rijdt onder de formule Airport Sprinter. |
| 8200             | Sprinter (NS)                                          | Hoofddorp – Schiphol Airport – Amsterdam Sloterdijk – Amsterdam Centraal | Rijdt onder de formule Airport Sprinter. |
| 8300             | Sprinter (NS)                                          | Hoofddorp – Schiphol Airport – Amsterdam Sloterdijk – Amsterdam Centraal | Rijdt onder de formule Airport Sprinter. Rijdt niet na 21:00 uur. |
| 8400             | Sprinter (NS)                                          | Hoofddorp – Schiphol Airport – Amsterdam Sloterdijk – Amsterdam Centraal | Rijdt onder de formule Airport Sprinter. Rijdt niet na 21:00 uur. |
| 8500 RS 22       | Sprinter (Keolis)                                      | Zwolle – Zwolle Stadshagen – Kampen | Onderdeel van Blauwnet |
| 8600             | Sprinter (NS)                                          | Alphen a/d Rijn – Gouda | Rijdt onder de formule van R-net. Vormt een kwartierdienst met de serie 8700 (Behalve 's avonds en in het weekend). |
| 8700             | Sprinter (NS)                                          | Alphen a/d Rijn – Gouda | Rijdt onder de formule van R-net. Rijdt niet 's avonds en in het weekend. Vormt een kwartierdienst met de serie 8600. |
| 8800             | Sprinter (NS)                                          | Leiden Centraal – Alphen a/d Rijn – Woerden – Utrecht Centraal – Geldermalsen – 's-Hertogenbosch | Rijdt alleen van maandag t/m donderdag tot 18:00 uur. Rijdt non-stop tussen Woerden en Utrecht Centraal. |
| 8900             | Sprinter (NS)                                          | (Leiden Centraal – Alphen a/d Rijn – )Woerden – Utrecht Centraal | Rijdt niet in het weekend en na 20.00 uur. Rijdt alleen van maandag t/m vrijdag in de spitsuren van/naar Leiden Centraal en vormt dan tussen Leiden Centraal en Woerden een kwartierdienst met serie 8800. |
| 9000             | Sprinter (NS)                                          | Leeuwarden – Meppel – Zwolle – Lelystad Centrum | Rijdt na 20:00 uur en in het weekend 1x/uur tussen Leeuwarden en Zwolle. Rijdt na 21:00 uur 1x/uur op het hele traject. |
| Eurostar 9100    | Eurostar (Eurostar)                                    | Amsterdam Centraal – Rotterdam Centraal – Brussel-Zuid – Lille-Europe – London St Pancras International | Rijdt niet in Nederland in 2025. Wordt mogelijk in de loopt van 2025 weer opgestart. |
| 9200 IC 35       | EuroCity, Beneluxtrein (NMBS)                          | Rotterdam Centraal – Breda – Noorderkempen – Antwerpen-Centraal – Mechelen – Brussels Airport-Zaventem – Brussel-Noord – Brussel-Centraal – Brussel-Zuid | Via HSL Schiphol - Antwerpen. |
| Eurostar 9300    | Eurostar (Eurostar)                                    | Amsterdam Centraal – Schiphol Airport – Rotterdam Centraal – Antwerpen-Centraal – Brussel-Zuid – Paris-Nord | Via HSL. Diverse ritten alleen tussen Amsterdam en Brussel. |
| 9500             | Eurocity Direct, Beneluxtrein (NS International)       | Lelystad Centrum – Almere Buiten – Almere Centrum – Amsterdam Zuid – Schiphol Airport – Rotterdam Centraal – Antwerpen-Centraal – Brussel-Zuid | Via HSL. Tussen Schiphol en Rotterdam is bij een reis binnen Nederland een toeslag verschuldigd. Rijdt na 20:00 uur, zaterdagochtend vroeg en op zondag enkel tussen Amsterdam Zuid en Brussel-Zuid v.v. |
| Eurostar 9900    | Eurostar (Eurostar)                                    | Amsterdam Centraal – Schiphol Airport – Rotterdam Centraal – Antwerpen-Centraal – Brussel-Zuid – [ Aéroport Charles-de-Gaulle 2 TGV – Marne-la-Vallée - Chessy ] / [ Chambéry-Challes-les-Eaux – Albertville – Moûtiers - Salins - Brides-les-Bains – Aime-La Plagne – Landry – Bourg-Saint-Maurice ] / [ Valence-Rhône-Alpes-Sud TGV – Avignon TGV – Aix-en-Provence TGV – Marseille Saint-Charles ]   | Via HSL. Marne-la-Vallée - Chessy 2 keer per dag. Bourg-Saint-Maurice 1 keer per week in de winter. Marseille Saint-Charles 1 keer per week in de zomer. |
| 11400            | Intercity (NS)                                         | Leiden Centraal – Schiphol Airport – Amsterdam Bijlmer ArenA | Nachtnet. Rijdt alleen in de nachten volgend op dinsdag en woensdag |
| 11800            | Intercity direct (NS)                                  | Rotterdam Centraal – Schiphol Airport – Amsterdam Zuid | Via HSL. Rijdt enkel eenmaal in de late avond van zondag t/m donderdag en alleen richting Amsterdam Zuid. |
| 12400            | Intercity direct (NS)                                  | Amsterdam Zuid – Schiphol Airport – Rotterdam Centraal | Via HSL. Rijdt na 20:00 en op zondag. Rijdt vanaf 22:00 richting Rotterdam twee keer per uur ter vervanging van de Eurocity direct 9500. |
| 12900            | Intercity (NS)                                         | Enkhuizen – Hoorn – Amsterdam Centraal | Stopt niet in Zaandam. Rijdt enkel eenmaal op de vroege zaterdagochtend en rijdt als IC door richting Nijmegen. Rijdt niet richting Enkhuizen |
| 13800 RE 20      | Sneltrein (Arriva)                                     | Zwolle – Coevorden – Emmen | Onderdeel van Blauwnet. Rijdt alleen tijdens de spits. |
| 14400            | Sprinter (NS)                                          | Eindhoven Centraal – Helmond – Deurne | Rijdt alleen op woensdag- en donderdagavond na 23:00 als vervanging van sprinter 4400 en alleen richting Deurne. |
| 14800            | Sprinter (NS)                                          | Uitgeest – Beverwijk – Haarlem – Amsterdam Centraal | Rijdt enkel eenmaal in de late vrijdag- en zaterdagavond en alleen richting Amsterdam Centraal. |
| 16700            | Sprinter (NS)                                          | Utrecht Centraal – Geldermalsen – Tiel | Rijdt enkel eenmaal halverwege de dinsdag- en zondagavond en alleen richting Tiel. |
| 17800 RS 30      | Stoptrein (Arriva)                                     | Zutphen – Apeldoorn | |
| 17900 IC 23      | Intercity (Keolis)                                     | Zwolle – Almelo – Hengelo – Enschede | Onderdeel van Blauwnet. Rijdt alleen op werkdagen overdag en 1x per uur. |
| 18900 RE 18 S 43 | Sneltrein / Regional-Express / S-trein (Arriva / NMBS) | (Luik-Guillemins – ) Maastricht – Heerlen – Landgraaf – Herzogenrath – Aachen Hbf | Drielandentrein (LIMAX). Tussen Luik-Guillemins en Maastricht wordt 1x/uur gereden. Tussen Maastricht en Aachen wordt 2x/uur gereden. |
| 20000 RE 19      | Regional-Express (VIAS)                                | Arnhem Centraal – Zevenaar – Emmerich-Elten – Emmerich – Wesel – Oberhausen Hbf – Duisburg Hbf – Düsseldorf Flughafen – Düsseldorf Hbf | Rhein-IJssel-Express |
| 20050 RE 13      | Regional-Express (Eurobahn)                            | Venlo – Mönchengladbach Hbf – Neuss Hbf – Düsseldorf Hbf – Wuppertal Hbf – Hagen Hbf – Hamm (Westf) | Maas-Wupper-Express |
| 20100 RS 6 RB 57 | Stoptrein (Arriva)                                     | Groningen – Zuidbroek – Bad Nieuweschans – Weener – ‒ Leer | Ook wel Wiederline genoemd. Vanwege brugschade geen treinverkeer mogelijk tussen Weener en Leer. Op dit traject rijdt lijnbus 620 van Weser-Ems Bus. Er rijden ook Arrivabussen tussen Groningen en Leer v.v. |
| 20200 RB 64      | Stoptrein/Regionalbahn (DB Regio NRW)                  | Münster Hbf – Gronau (Westf) – Enschede | 1x per uur |
| 20250 RB 51      | Stoptrein/Regionalbahn (DB Regio NRW)                  | Dortmund Hbf – Preußen – Lünen Hbf – Coesfeld (Westf) – Gronau (Westf) – Enschede | Westmünsterland-Bahn Dortmund-Lünen 2x per uur, van/naar Enschede en in het weekend 1x per uur |
| 20350 RB 61      | Stoptrein/Regionalbahn (Keolis)                        | Hengelo – Bad Bentheim – Rheine – Osnabrück Hbf – Bünde(Westf) – Bielefeld Hbf | Wiehengebirgsbahn |
| 21400            | Intercity (NS)                                         | Eindhoven Centraal – Utrecht Centraal | Nachtnet. Rijdt alleen in de nachten volgend op vrijdag en zaterdag. |
| 21410            | Intercity (NS)                                         | Rotterdam Centraal – Eindhoven Centraal | Nachtnet. Rijdt alleen in de nachten volgend op vrijdag en zaterdag. |
| 21420            | Intercity (NS)                                         | Tilburg – 's-Hertogenbosch | Nachtnet. Rijdt alleen in de nachten van vrijdag op zaterdag en zaterdag op zondag. |
| 21430            | Intercity (NS)                                         | Utrecht Centraal – Driebergen-Zeist – Veenendaal-De Klomp – Ede-Wageningen – Arnhem Centraal – Elst – Nijmegen | Nachtnet. Rijdt alleen in de nachten van vrijdag op zaterdag en zaterdag op zondag. Stopt richting Utrecht Centraal niet in Veenendaal-De Klomp en Driebergen-Zeist. |
| 21440            | Intercity (NS)                                         | Utrecht Centraal – Amersfoort Centraal | Nachtnet. Rijdt alleen in de nachten volgend op vrijdag en zaterdag. |
| 21460            | Intercity (NS)                                         | Amsterdam Centraal – Haarlem | Nachtnet. Rijdt tweemaal per dag in de nachten van vrijdag op zaterdag en zaterdag op zondag in beide richtingen. |
| 21480            | Intercity (NS)                                         | Amsterdam Centraal – Alkmaar | Nachtnet. Rijdt tweemaal per dag in de nachten van vrijdag op zaterdag en zaterdag op zondag in beide richtingen. |
| 28300            | Sprinter (NS)                                          | Utrecht Centraal – Utrecht Overvecht – Utrecht Maliebaan | Trein naar het Spoorwegmuseum, alleen als dit open is (niet op maandag, behalve tijdens de schoolvakanties) |
| 30400 RE 30      | Sneltrein (Arriva)                                     | Apeldoorn – Zutphen – Winterswijk | Rijdt 's avonds van Zutphen naar Apeldoorn en van Apeldoorn naar Winterswijk. Rijdt in het weekend de gehele dag tussen Winterswijk en Apeldoorn. Stopt tussen Zutphen en Winterswijk op alle tussengelegen stations. |
| 30700 RS 32      | Stoptrein (Hermes)                                     | Arnhem Centraal – Doetinchem | Rijdt onder de naam brengdirect en rijdt niet in de avonduren (na 20:00 uur) en het weekend. Verzorgt samen met Arriva een kwartierdienst tussen Arnhem en Doetinchem. |
| 30800 RS 31      | Stoptrein (Arriva)                                     | Winterswijk – Zutphen | enkele treinen rijden van/naar Apeldoorn |
| 30900 RS 32      | Stoptrein (Arriva)                                     | Arnhem Centraal – Doetinchem – Terborg – Winterswijk | Rijdt op zondag ochtend slechts 1x per uur richting Winterswijk. Vormt dan tussen Arnhem en Terborg een 30 minuten dienst met 36900. Op zondag ochtend begint de rit richting Arnhem 1x per uur in Winterswijk en 1x per uur in Terborg. Verzorgt samen met Hermes (die onder de naam brengdirect rijdt) doordeweeks tot 20:00 uur een kwartierdienst tussen Arnhem en Doetinchem.            |
| 31000 RS 21      | Stoptrein (Arriva)                                     | Almelo – Mariënberg – Hardenberg | Onderdeel van Blauwnet. 1x per uur, 2x per uur in de brede spits en op zaterdagmiddag. |
| 31100 RS 33      | Stoptrein (Arriva)                                     | Arnhem Centraal – Elst – Tiel | Stopt niet te Arnhem Zuid. |
| 31200 RS 24      | Stoptrein (Arriva)                                     | Zutphen – Hengelo – Oldenzaal | Onderdeel van Blauwnet. |
| 31300 RS 34      | Sprinter (Keolis)                                      | Amersfoort Centraal – Barneveld Centrum – Ede-Wageningen | Onderdeel van de formule RRReis. |
| 31400 RS 34      | Sprinter (Keolis)                                      | Amersfoort Centraal – Barneveld Centrum – Barneveld Zuid | Onderdeel van de formule RRReis. |
| 32000 RS 18      | Stoptrein (Arriva)                                     | Maastricht Randwyck – Maastricht – Heerlen – Landgraaf – Eygelshoven – Chevremont – Kerkrade Centrum | |
| 32200 RS 11      | Stoptrein (Arriva)                                     | Nijmegen – Venray – Venlo – Roermond | |
| 32300 RS 11      | Stoptrein (Arriva)                                     | Nijmegen – Venray – Venlo | Rijdt niet 's avonds en in het weekend. De laatste drie ritten vanaf Nijmegen gaan tot Venlo. |
| 32400 RS 12      | Stoptrein (Arriva)                                     | Maastricht Randwyck – Maastricht – Sittard – Roermond | |
| 32500 RS 15      | Stoptrein (Arriva)                                     | Sittard – Heerlen | |
| Nachttrein 32710 | Nachttrein (Arriva)                                    | Maastricht – Eindhoven Centraal – 's-Hertogenbosch – Utrecht Centraal – Amsterdam Centraal – Schiphol Airport | Rijdt alleen in de nacht van vrijdag op zaterdag. |
| Nachttrein 32740 | Nachttrein (Arriva)                                    | Zwolle – Lelystad Centrum – Almere Centrum – Amsterdam Centraal – Schiphol Airport | Rijdt alleen in de nacht van vrijdag op zaterdag. |
| Nachttrein 32780 | Nachttrein (Arriva)                                    | Groningen – Assen – Zwolle – Lelystad Centrum – Almere Centrum – Amsterdam Centraal – Schiphol Airport | Rijdt alleen in de nacht van vrijdag op zaterdag. |
| 36900 RS 32      | Stoptrein (Arriva)                                     | Arnhem Centraal – Doetinchem – Terborg | Rijdt op zondagochtend 1 keer per uur richting Terborg. Vormt dan tussen Arnhem en Terborg een 30 minuten dienst met 30900. Rijdt niet op maandag tot en met zaterdag. Rijdt niet richting Arnhem. |
| 37000 RS 3       | Stoptrein (Arriva)                                     | Leeuwarden – Sneek | Rijdt niet in de spitsuren, dan rijdt RE3 (treinserie 38000). Rijdt ook niet 's avonds na 20:00. Op zondag rijden slechts twee vroege ritten naar Sneek en één late rit naar Leeuwarden. |
| 37100 RS 3       | Stoptrein (Arriva)                                     | Leeuwarden – Sneek – Stavoren | |
| 37200 RS 2       | Stoptrein (Arriva)                                     | Leeuwarden – Harlingen Haven | |
| 37300 RE 1       | Sneltrein (Arriva)                                     | Leeuwarden – Groningen | Stopt 2x/uur in Feanwâlden en alternerend in Buitenpost en Zuidhorn. |
| 37400 RS 1       | Stoptrein (Arriva)                                     | Leeuwarden – Groningen | 's Avonds rijden van maandag t/m zaterdag enkele extra treinen tussen Zuidhorn en Groningen. |
| 37500 RS 6       | Stoptrein (Arriva)                                     | Groningen – Zuidbroek – Winschoten – Bad Nieuweschans | Enkele ritten starten/eindigen in Bad Nieuweschans. |
| 37600 RS 4       | Stoptrein (Arriva)                                     | Groningen – Roodeschool – Eemshaven | Vier à vijf treinen per dag van/naar Eemshaven |
| 37700 RS 5       | Stoptrein (Arriva)                                     | Groningen – Delfzijl | |
| 37800 RS 7       | Stoptrein (Arriva)                                     | Groningen – Zuidbroek – Veendam | |
| 37900 RE 6       | Sneltrein (Arriva)                                     | Groningen – Winschoten | Rijdt enkel in de spitsuren. |
| 38000 RE 3       | Sneltrein (Arriva)                                     | Leeuwarden – Sneek | Spitstrein. |